# Chuck Bednarik
College Football Hall of Fame 1969
Pro Football Hall of Fame 1967
(en) Statistiques sur pro-football-reference
Charles Philip Bednarik, dit Chuck Bednarik, né le 1er mai 1925 à Bethlehem en Pennsylvanie et mort le 21 mars 2015 à Richland également en Pennsylvanie surnommé Concrete Charlie, est un joueur professionnel de football américain, connu comme l'un des tacleurs les plus dévastateurs de l'histoire du football américain et le dernier joueur à plein temps dans les deux sens de la National Football League (NFL). Américain d'origine slovaque, de la région de Lehigh Valley en Pennsylvanie, Bednarik joue pour les Eagles de Philadelphie de 1949 à 1962 et, à sa retraite,est intronisé au Pro Football Hall of Fame en 1967, la première année de son admissibilité.

## Biographie

### Origine et enfance
Les parents de Bednarik émigrent en 1920 de Široké, un village de l'est de la Slovaquie, pour travailler, s'installer à Bethléem, en Pennsylvanie, et travailler pour Bethlehem Steel. Leur fils Charles naît en 1925. Il fréquente l'école SS. Cyril & Methodius à Bethléem, qui est une école paroissiale slovaque utilisant le slovaque comme langue d'enseignement.
Bednarik commence à jouer au football américain à Bethléem. Il y joue pour la  Liberty High School.

### Seconde Guerre mondiale
Après avoir obtenu son diplôme d'études secondaires, il entre dans l'armée de l'air américaine et sert comme canonnier dans un B-24 avec la 8th Air Force. Bednarik participe à trente missions de combat au-dessus de l'Allemagne, pour lesquelles il reçoit l'Air Medal et quatre Feuilles de chêne, l'European-African-Middle Eastern Campaign Medal et quatre Service Stars.

### Quakers de Penn
Bednarik fréquente ensuite l'université de Pennsylvanie à Philadelphie, où il est un « homme de 60 minutes » pour les Quakers, excellant à la fois comme centre et linebacker, ainsi que punter occasionnel. Trois fois All-America, il est élu membre du College Football Hall of Fame, tout comme deux de ses coéquipiers, George Savitsky (en) et Skip Minisi (en) en 1947, ainsi que son entraîneur, George Munger (en). À Penn, il est également troisième du trophée Heisman en 1948 et remporte le Maxwell Award cette année-là. En 1969, il est élu par un jury d'écrivains sportifs, d'entraîneurs et de joueurs du Temple de la renommée comme « Le plus grand centre de tous les temps ».

### Eagles de Philadelphie
Bednarik est le premier joueur recruté lors de la draft 1949 de la NFL (en) par les Eagles de Philadelphie, pour l'attaque (comme centre) et pour la défense (comme linebacker),. Il est membre de l'équipe des Eagles du Championnat de la National Football League (en) en 1949 et 1960. Dans le dernier match du championnat de la NFL de 1960, Bednarik, le dernier Eagle entre Jim Taylor des Packers de Green Bay et la zone d'en-but, tacle Taylor à la ligne de huit yards des Eagles et est resté sur Taylor dans les dernières secondes, s'assurant que les Packers ne pourraient plus jouer et préservant une victoire 17-13 des Eagles.
En 1960, Bednarik élimine Frank Gifford des Giants de New York du football américain pendant plus de 18 mois, avec l'un des tacles les plus célèbres de l'histoire de la NFL. Bednarik a une dispute célèbre avec Chuck Noll, qui, un jour, en tant que joueur des Browns de Cleveland, lui a défoncé la figure pendant un punt de quatrième down.
Bednarik s'avère extrêmement durable, ratant seulement trois matchs en quatorze saisons. Il est nommé All-Pro à dix reprises et a été le dernier des « hommes de soixante minutes » de la NFL, des joueurs qui ont joué à la fois en attaque et en défense sur une base régulière.
Le surnom de Bednarik, « Concrete Charlie », vient de sa carrière de vendeur de béton pour la Warner Company, et non (contrairement à la croyance populaire) de sa réputation de tacleur féroce. Néanmoins, le journaliste sportif Hugh Brown du Evening Bulletin de Philadelphie, à qui l'on doit le surnom, fait remarquer que Bednarik  « est aussi dur que le béton qu'il vend ».
Bednarik est analyste du programme HBO Inside The NFL (en) pour sa saison inaugurale en 1977-78.
En 1999, il est classé 54e sur la liste des cent meilleurs footballeurs de The Sporting News. En 2010, Bednarik se classe 35e au palmarès « The Top 100 : NFL's Greatest Players » du réseau NFL. Deion Sanders, un joueur que Bednarik méprise ouvertement du fait d'être un joueur « à double sens », se classe une place devant lui, au 34e rang,. Bednarik n'est pas l'Eagle le mieux placé sur la liste du réseau NFL. Cette distinction est décernée à Reggie White au 7e rang.
Il joue huit Pro Bowl (1950, 1951, 1952, 1953, 1954, 1955, 1956 et 1960).

## Opinions sur les joueurs actuels de la NFL
Bednarik critique ouvertement, voire amèrement, les joueurs modernes de la NFL pour ne jouer que d'un seul côté de la balle, les appelant « pieds de chatte » (« pussyfoots »), notant qu'ils « cherchent l'air après cinq jeux » (« suck air after five plays ») et qu'ils « ne pourraient tackler ma femme Emma » (« couldn't tackle my wife Emma »). Il critique même Troy Brown des Patriots de la Nouvelle-Angleterre et Deion Sanders des Cowboys de Dallas, deux joueurs qui ont également joué en attaque et en défense. Bednarik note que Brown et Sanders jouent à la fois comme wide receiver et cornerback, des positions qui n'exigent pas autant de contact que ce que lui endure en jouant centre et linebacker.

### Relation avec les Eagles
L'ancien numéro des Eagles de Bednarik est retiré par les Eagles en l'honneur de ses réalisations au sein de l'équipe et est l'un des huit seuls numéros retirés de l'histoire de la franchise.
Lorsque les Eagles établissent leur tableau d'honneur en 1987, Bednarik est dans l'une des premières classes d'intronisées.
Bednarik se dispute avec l'actuel propriétaire des Eagles, Jeffrey Lurie (en), en 1996. Lurie a refusé d'acheter cent exemplaires du nouveau livre de Bednarik au prix de 15 $ chacun pour toute l'équipe, car c'est contraire aux règles de la NFL, et cette rancune se poursuit lors de l'apparition au Super Bowl XXXIX des Eagles en 2005, lorsqu'il attaque ouvertement son ancienne équipe,.
Pendant le camp d'entraînement des Eagles à l'été 2006, Bednarik et son ancienne équipe se réconcilient, mettant apparemment fin à la querelle entre Bednarik et Lurie. En même temps, Bednarik fait des remarques désobligeantes à l'égard de Reggie White, ce qui provoque un accueil quelque peu tiède de la réconciliation de la part des supporters des Eagles. Dans l'édition du 4 août du journal Allentown's Morning Call, cependant, il est rapporté que Bednarik s'est excusé, déclarant qu'il était confus, et qu'il avait l'intention de faire la déclaration au sujet de l'ancien receveur Terrell Owens.

## Santé et mort
Le 26 mars 2011, Bednarik aurait été emmené à l'hôpital St. Luke's à Bethléem. Les porte-parole de l'hôpital déclarent qu'il est « dans un état grave », mais n'ont pas donné d'autres détails. Le lendemain, cependant, on annonce qu'il va bien et qu'il n'a aucune condition médicale préexistante. Son gendre déclare qu'il s'est évanoui à cause de son essoufflement et de son hypotension artérielle, mais qu'il n'a pas eu de crise cardiaque ou quoi que ce soit d'autre et qu'on s'attend à un rétablissement complet.
Dans ses dernières années, Bednarik réside à Coopersburg, en Pennsylvanie, dans la Lehigh Valley avec son épouse Emma.
Bednarik meurt à 4 h 23 du matin le 21 mars 2015 après être tombé malade la veille. Il avait 89 ans. Bien que les Eagles de Philadelphie publient une déclaration disant qu'il est mort après une « brève maladie », la fille aînée de Bednarik, Charlene Thomas, conteste cette affirmation. Elle dit qu'il était atteint de la maladie d'Alzheimer, qu'il souffrait de démence depuis des années et que les blessures liées au football avaient joué un rôle dans son déclin.

## Postérité
Son maillot no 60 a été retiré par les Eagles de Philadelphie. Il a intégré le Pro Football Hall of Fame en 1967, le College Football Hall of Fame en 1969 et fait partie de l'équipe NFL de la décennie 1950.
Un trophée, le Chuck Bednarik Award, porte son nom.